# Schlickmuseum Riepe
Das Schlickmuseum liegt in Riepe, einem Ortsteil der ostfriesischen Gemeinde Ihlow. Es besteht seit 1996 und dokumentiert die Überschlickung des Riepster Hammrichs in den Jahren 1954 bis 1994.

## Geschichte
Von 1954 bis 1994 ließ der Wasser- und Bodenverband Emden-Riepe mehr als 100 Millionen Tonnen Hafenschlick aus Emden in kilometerlangen Rohrleitungen in jeweils mehrere hektargroße Spülfelder im Riepster Hammrich leiten. Insgesamt sind dort 2100 ha mit mehr als 100 Millionen Kubikmetern Emsschlick etwa einen Meter aufgespült worden, was Bodenstruktur und Landschaftscharakter nachhaltig verändert hat. Wiesenland wurde so zu ertragreichem Polderland umgewandelt. Um dieses regional größte Bauvorhaben der Nachkriegszeit dauerhaft zu dokumentieren, richtete der Wasser- und Bodenverband gemeinsam mit dem örtlichen Bürgerverein das Riepster Schlickmuseum ein, das am 19. April 1996 im Dachgeschoss der örtlichen Sparkasse in Riepe eröffnet wurde. Nachdem der Wasser- und Bodenverband seine Arbeit Ende 2018 planmäßig eingestellt hatte, war die Zukunft des Museums offen. Außerdem benötigte es neue Räume, da die Sparkasse in Riepe ihre Filiale schloss. Interessierte Bürger gründeten daraufhin den Verein Schlickmuseum Riepe. Dieser konnte das Museum im März 2019 in unmittelbarer Nähe des alten Standorts wiedereröffnen.